# Wish You Were Here (chanson de Pink Floyd)
Pour les articles homonymes, voir Wish You Were Here.
Pistes de Wish You Were Here
Have a Cigar Shine On You Crazy Diamond (Parts VI–IX)
Wish You Were Here est une chanson de Pink Floyd, écrite par Roger Waters et composée par Roger Waters et David Gilmour. Elle est parue sur l’album Wish You Were Here le 12 septembre 1975 au Royaume-Uni et le jour suivant aux États-Unis. Écrite en souvenir de l’ancien leader du groupe Syd Barrett, il s’agit de l’une des chansons les plus connues de Pink Floyd.

## Structure musicale
La chanson précédente de l'album, Have a Cigar, s'achève sur un effet évoquant une radio que l'on change de station, passant par plusieurs bandes (notamment un enregistrement de la Symphonie n°4 de Tchaikovsky) avant de s'arrêter sur celle jouant Wish You Were Here. La radio utilisée est celle de la voiture de David Gilmour. Gilmour interprète l'introduction avec une guitare acoustique à 12 cordes qui donne l'impression d'être retransmise par une vieille radio à lampes (c'est effectivement le cas), et un petit solo de guitare suit la radio qui conduit à la partie avec les paroles. À la fin de la chanson (après le solo), le bruit du vent apparaît, le même que dans One of These Days. Il introduit la seconde partie de Shine On You Crazy Diamond.
La chanson emprunte les images et les sonorités d'une chanson solo de Syd Barrett, If It's In You, tirée de l'album The Madcap Laughs.

## Autres versions
Wish You Were Here figure sur l'album A Collection of Great Dance Songs, à la cinquième position (avec l'intro radiophonique suivant la fin de Shine On You Crazy Diamond) et c'est également la 23e piste de l'album-compilation Echoes (avec l'intro radiophonique suivant Arnold Layne, et la fin précédant Jugband Blues).
On retrouve un enregistrement live de la chanson sur l'album de 1995 Pulse, qui fut également édité en format single. Depuis 2006, c'est le dernier single édité par Pink Floyd (même si Echoes, The Wall Live et Money (la version du 30e anniversaire de la sortie de The Dark Side of the Moon en 2003) sont sortis après ce single).
Wish You Were Here fut pour la première fois joué en concert lors de la tournée de 1977, lorsque le groupe jouait alors l'album en entier à chaque concert. Le groupe ne l'interpréta plus en live pendant plus de 10 ans après cette tournée, car dans la tournée suivante, celle de The Wall, le groupe ne joua pas les chansons des albums précédents. Wish You Were Here ne revint que pour la tournée de A Momentary Lapse of Reason. Lors des premières interprétations en 1977, Gilmour jouait sur sa Fender Stratocaster au lieu d'une guitare acoustique. Lors de certains de ces concerts, (surtout lors des concerts donnés aux États-Unis), Mason réglait un vrai poste de radio directement sur scène. Lorsque Pink Floyd fut admis dans le Rock and Roll Hall of Fame, Gilmour et Wright (Mason était dans la salle) jouèrent cette chanson, avec l'aide de l'artiste qui les avait présentés, Billy Corgan à la guitare rythmique.
En 2004, Waters et Eric Clapton la jouèrent au concert de charité Tsunami Aid (pour lever des fonds pour les victimes du tsunami en Asie du Sud-Est) et en 2005 au Live 8, Waters rejoint ses anciens camarades à Londres pour l'interpréter, ainsi que 3 autres chansons du groupe.
En 2011, lors de la série de rééditions des disques du groupe appelés Why Pink Floyd...? (en), une version inédite avec une finale jouée au violon par Stephane Grappelli a été publiée en supplément du disque éponyme.

## Reprises
La chanson est relativement populaire et a été reprise de nombreuses fois par une grande variété d'artistes, tels que Sparklehorse (avec la participation du chanteur de Radiohead Thom Yorke), Dream Theater, The Flaming Lips, Velvet Revolver, Wyclef Jean (qui rajouta un passage en rap, et put ainsi se réclamer coauteur du titre), Catherine Wheel, Rasputina, Ana Torroja, Bob Forrest, Miracle Legion, The Lovehammers, Widespread Panic, le groupe de rock irlandais Aslan, Circa Survive, Dan Andriano (de Alkaline Trio), Angra (groupe brésilien de métal), Rodrigo y Gabriela, Marillion et Europe. 
Les membres de Limp Bizkit, Fred Durst et Wes Borland, et le membre des Goo Goo Dolls' John Rzeznik interprétèrent Wish You Were Here pour l'émission de télévision America: A Tribute to Heroes après les événements du 11 septembre à New York. De nouvelles paroles furent écrites pour l'occasion.
Pascale Picard, un groupe de rock canadien, venant de Québec, a également repris Wish You Were Here. On peut retrouver cette version sur l'album redux de Pink Floyd redux A New Music Experience.
La chanson de 2007 Your Love Alone is Not Enough de Manic Street Preachers contient le vers "Trade your heroes in for ghosts", en référence à une phrase similaire de Wish You Were Here (And did they get you to trade/Your heros for ghosts?).
Une version reggae du titre a été réalisée par Alpha Blondy en 2007 sur son album Jah Victory.
Circa Survive réalisa une version acoustique de cette chanson en 2008 pour les AOL session.
Le titre fut également repris lors de la cérémonie de clôture des Jeux olympiques d'été de 2012 à Londres par Ed Sheeran, accompagné de Nick Mason et Mike Rutherford.
En 2016, le groupe humoristique Ninja Sex Party reprend le titre dans leur album de reprises Under the covers.
Le duo Birds on a Wire la reprend en 2020 dans son album Ramages.
Les Guns N'Roses jouent parfois Wish You Were Here en version instrumentale avec Slash et Richard Fortus[réf. souhaitée].

## Personnel
- David Gilmour - chant, guitare acoustique, effets sonores
- Roger Waters - basse, guitare acoustique, effets sonores
- Richard Wright - piano, synthétiseur Moog
- Nick Mason - batterie, effets sonores
- Stéphane Grappelli - improvisation au violon

## Apparitions
- Dans le jeu Unreal Tournament 2004, il y a un rappel à cette chanson dans une description de carte où l'on dit : "Wish you were here ? Probably not."

- Dans le générique de son film Assassins [Lequel ?] produit au Studio El Fadjer à Constantine en Algérie, le réalisateur [Qui ?] fait allusion à la chanson par Wish the justice here.
- On peut également entendre la chanson dans le film War Dogs. Chiens de guerre au Québec (2016). La chanson a toutefois été coupée de l'introduction pour commencer dès le premier couplet.

## Sources
1. ↑  Official Article
2. ↑  Excerpt from recording of the band Dream Theater covering the song at Google Video
3. ↑  polyhex.com UK Singles Chart runs
4. ↑  MusicBrainz
5. ↑  (en) http://www.capitalfm.com/artists/ed-sheeran/news/olympics-closing-ceremony/
6. ↑  Sylvain Cormier, « Ramages (Deluxe Edition), Birds On A Wire », sur ledevoir.com, 7 janvier 2022 (consulté en décembre 2021).

- (en) Cet article est partiellement ou en totalité issu de l’article de Wikipédia en anglais intitulé « Wish You Were Here » (voir la liste des auteurs).

## Liens
- Sources